# Lintusaari (ö i Södra Savolax, Nyslott, lat 62,23, long 29,25)
Lintusaari är en ö i Finland. Den ligger i sjön Ruokojärvi och i kommunen Nyslott i  landskapet Södra Savolax, i den sydöstra delen av landet, 300 km nordost om huvudstaden Helsingfors. Öns area är 0,1 hektar och dess största längd är 50 meter i sydöst-nordvästlig riktning.